# 155

155(백오십오)는 154보다 크고 156보다 작은 자연수다.

## 수학
- 합성수로, 그 약수는 1, 5, 31, 155다. 진약수의 합은 37이므로, 155는 부족수다.
  - 51번째 반소수다. 앞의 반소수는 146, 다음 반소수는 158이다.
- {\displaystyle 155=5+7+11+13+17+19+23+29+31}
  - 연속하는 소수(素數) 9개의 합으로 나타낼 수 있으며, 이 성질을 지닌 앞의 수는 127, 다음 수는 187이다.
- {\displaystyle 155=5^{2}+7^{2}+9^{2}}
  - 연속하는 세 홀수의 제곱합으로 나타낼 수 있으며, 이 성질을 지닌 앞의 수는 83, 다음 수는 251이다.

## 과학
- NGC 155: 고래자리 방향에 있는 렌즈형은하.

## 교통
- 일본 155번 국도: 아이치현 도코나메시에서 야토미시까지 이어지는 일본의 국도.
- 현도 제155호선

## 군사
- U-155(영어판, 독일어판): 제2차 세계 대전에 사용된 나치 독일의 군용 잠수함. 제1차 세계 대전에 사용될 예정이던 동명의 모델도 있었으나, 사용되지 못했다.

## 문화유산
- 대한민국의 국보 제155호: 무령왕비 금제관식
- 대한민국의 보물 제155호: 장흥 보림사 동 승탑
- 대한민국의 사적 제155호: 아산 이충무공 유허

## 방송
- 스카이라이프와 B tv의 이데일리TV 채널 번호.
- 지니 TV의 SBS 필 UHD 채널 번호.
- U+ TV의 채널와이드 채널 번호.
- LG헬로비전의 붐TV 채널 번호.
- B tv 케이블의 쿠키건강TV 채널 번호.

## 기타
- 연도: 155년, 기원전 155년

## 같이 보기
- 맥헨리군 (일리노이주)